# Paulin Lambert
Pour les articles homonymes, voir Lambert.
Paulin Lambert (né le 26 juillet 1828 au Muy et décédé le 22 mars 1905 à Marseille,) est l'un des plus gros négociants marseillais en rhum et en mélasses du XIXe siècle, propriétaire notamment de la distillerie Saint-James en Martinique. Son rhum est un produit de référence et ses fûts transitent par Marseille, Bordeaux et Le Havre pour y être embouteillé,.
Le rhum Saint-James est une marque de premier plan. La dynastie Lambert a joué un rôle important dans les organismes professionnels de cette branche d'activité.